# Șumna
Șumna è un comune della Moldavia situato nel distretto di Rîșcani di 622 abitanti al censimento del 2004

## Località
Il comune è formato dall'insieme delle seguenti località (popolazione 2004):
- Șumna (106 abitanti)
- Bulhac (258 abitanti)
- Cepăria (258 abitanti)